# Motta Sant'Anastasia
Motta Sant'Anastasia est une commune italienne de la province de Catane dans la région Sicile en Italie.

## Administration
| Période                                  | Période | Identité | Étiquette | Qualité |
| ---------------------------------------- | ------- | -------- | --------- | ------- |
|                                          |         |          |           |         |
| Les données manquantes sont à compléter. |         |          |           |         |

### Hameaux
Piano Tavola

### Communes limitrophes
Belpasso, Camporotondo Etneo, Catane, Misterbianco

## Personnalités liées à la commune
- Le ténor Giuseppe Di Stefano y est né le 24 juillet 1921.
- Luz Long (1913-1943), athlète allemand, y est inhumé.